# Headfirst for Halos
"Headfirst for Halos" é a sexta faixa e terceiro single do álbum de estreia do My Chemical Romance, I Brought You My Bullets, You Brought Me Your Love. Também é o terceiro single no geral da banda. A capa do single foi vista no vídeo musical "old school" (ou, como é chamado no YouTube, "Versão 1") da música "I'm Not Okay (I Promise)", presente no álbum Three Cheers for Sweet Revenge. A música alcançou a posição de número 80 no Reino Unido. O single foi lançado em formato de CD, bem como em uma prensagem limitada em vinil de 7 polegadas.

## Significado da música
A canção trata de depressão e contemplação do suicídio. A letra, "Now the red ones make me fly, and the blue ones help me fall" pode se referir a antidepressivos ou outras drogas ("Reds & Blues" em particular é uma gíria para a cor de pílulas de anfetaminas e barbitúricos comumente usadas para abuso de medicamentos, respectivamente, estimulantes e depressores). De acordo com o vocalista principal, Gerard Way, "Esta música trata do suicídio - não faça isso."
A banda afirmou em seu documentário de 2006, Life on the Murder Scene, que a música foi originalmente concebida como uma brincadeira e não deveria estar no álbum. No entanto, ao perceber o potencial artístico que a música apresentaria para a banda, ela acabou sendo incluída no álbum. Gerard expressou que o grupo precisava do desafio para provar que poderiam ter sucesso como grupo. Em 2006, Frank Iero afirmou em uma entrevista que era sua música favorita para tocar ao vivo.

## Lista de faixas
Todas as faixas escritas e compostas por My Chemical Romance. 
| CD promocional do Reino Unido |                       |         |  |
| N.º                           | Título                | Duração |  |
| 1.                            | "Headfirst for Halos" | 3:28    |  |

| Reino Unido vinil e single CD |                              |         |  |
| N.º                           | Título                       | Duração |  |
| 1.                            | "Headfirst for Halos"        | 3:32    |  |
| 2.                            | "Our Lady of Sorrows" (live) | 3:05    |  |

## Paradas
| Paradas (2004)   | Posição mais alta |
| ---------------- | ----------------- |
| Escócia (OCC)    | 94                |
| UK Singles (OCC) | 80                |
| UK Indie (OCC)   | 13                |

## Histórico de lançamentos
| Região      | Data               | Gravadora         | Formato |
| ----------- | ------------------ | ----------------- | ------- |
| Reino Unido | 2004               | 20:20             | CD      |
| Reino Unido | 5 de abril de 2004 | - Eyeball - 20:20 | vinil   |
| Reino Unido | 5 de abril de 2004 | - Eyeball - 20:20 | CD      |